# Malala Yousafzai
Malala Yousafzai (in pashtu  ملاله یوسفزۍ‎; Mingora, 12 luglio 1997) è un'attivista e blogger pakistana.
È la più giovane vincitrice del Premio Nobel per la pace, nota per il suo impegno per l'affermazione dei diritti civili e per il diritto all'istruzione – bandito da un editto dei talebani pakistani – delle donne della città di Mingora, nella valle dello Swat.

## Biografia
Malala Yousafzai, nata il 12 luglio 1997 a Mingora, nel Pakistan settentrionale, figlia dell'insegnante e attivista Ziauddin e di Toor Pekai, è un'attivista pakistana che all'età di 11 anni è diventata celebre per il blog, da lei scritto per la BBC, nel quale documentava le violenze dei talebani pakistani, contrari ai diritti delle donne e il diritto all'istruzione per le bambine. È stata candidata all'International Children's Peace Prize 2011.
Il 9 ottobre 2012 è stata gravemente colpita alla testa da dei talebani armati saliti a bordo dello scuolabus con cui lei tornava a casa da scuola. Insieme a lei sono state colpite anche le sue due amiche e compagne di scuola Zolanda e Ambrin. Ricoverata nell'ospedale militare di Peshawar, è sopravvissuta all'attentato dopo la rimozione chirurgica dei proiettili. Ihsanullah Ihsan, portavoce dei talebani, ha rivendicato la responsabilità dell'attentato, sostenendo che la ragazza «è il simbolo degli infedeli e dell'oscenità»; il leader terrorista ha poi minacciato che, qualora sopravvissuta, sarebbe stata nuovamente oggetto di attentati. La ragazza è stata in seguito trasferita al Queen Elizabeth Hospital di Birmingham che si è offerto di curarla.

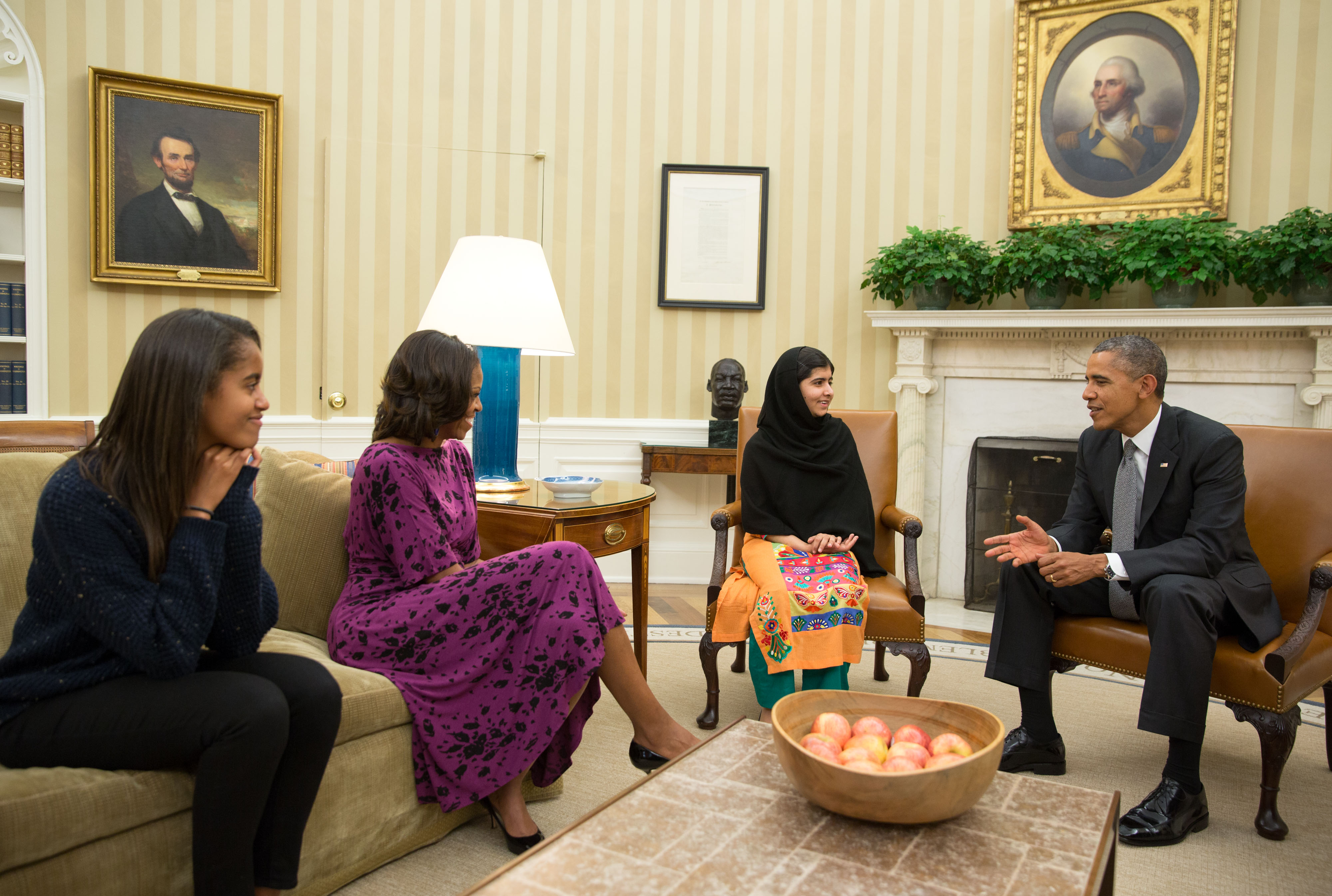
Malala Yousafzai nello Studio Ovale insieme a Obama, 11 ottobre 2013

Il 12 luglio 2013, in occasione del suo sedicesimo compleanno, ha parlato al Palazzo di Vetro delle Nazioni Unite, indossando lo scialle appartenuto a Benazir Bhutto e lanciando un appello per l'istruzione delle bambine e dei bambini di tutto il mondo. Dal 2013 l'ONU ha dichiarato il 12 luglio Malala Day.
Il 10 ottobre 2013 è stata insignita del Premio Sakharov per la libertà di pensiero; l'annuncio è stato dato dall'allora presidente del Parlamento europeo, Martin Schulz, che l'ha motivato dicendo che «è una ragazza eroica e ricca di spirito». Il premio le è stato consegnato in occasione della sessione plenaria del Parlamento, a Strasburgo, il 20 novembre 2013.
Il 10 ottobre 2014 è stata insignita del premio Nobel per la pace assieme all'attivista indiano Kailash Satyarthi, diventando con i suoi diciassette anni la più giovane vincitrice di un premio Nobel. La motivazione del Comitato per il Nobel norvegese è stata: «per la loro lotta contro la sopraffazione dei bambini e dei giovani e per il diritto di tutti i bambini all'istruzione».
Molte scuole l'hanno menzionata il 20 novembre 2014 per la giornata internazionale per i diritti dell'infanzia e dell'adolescenza. La Federazione delle scuole private pakistane (APPSF) ha comunicato che avrebbe indetto contro di lei la giornata I am not Malala per alcune righe del suo libro definite dall'associazione antislamiche e antipakistane.
Si tratta delle righe in cui parla dell'opposizione del padre al bando del romanzo I versi satanici di Salman Rushdie e alla fatwā  pronunciata contro Rushdie da Ruhollah Khomeyni. Ha scritto anche l'autobiografia Io sono Malala, pubblicato in Italia l'8 ottobre 2013 da Garzanti.
Il 25 settembre 2015 viene lanciata in tutto il mondo l'iniziativa The Global Goals che vede Malala una delle protagoniste insieme a tanti altri attivisti ed artisti tra i quali: Anastacia, Stephen Hawking, Stevie Wonder, Kate Winslet, Bill Gates e Melinda Gates, la regina Rania di Giordania, Jennifer Lopez, Meryl Streep e molti altri. I leader mondiali si stanno impegnando a rispettare 17 obiettivi globali da realizzare nei prossimi 15 anni, tre dei più importanti: eliminare la povertà estrema, combattere la disuguaglianza, le ingiustizie e arrestare il cambiamento climatico.
Il 12 aprile 2017 il primo ministro canadese Justin Trudeau le ha conferito la cittadinanza onoraria del Canada, decisa dalla Camera dei Comuni nel 2014. Prima di lei, tale onorificenza era stata riconosciuta solo ad altri cinque cittadini stranieri.
Nell'agosto 2017 è stata ammessa all'Università di Oxford, presso il college Lady Margaret Hall, per studiare il corso Philosophy, Politics, and Economics; ottenendo la laurea nel giugno del 2020. Nel settembre 2017 ha criticato, attraverso un tweet, la leader politica birmana Aung San Suu Kyi per il suo silenzio di fronte alle violenze delle quali sarebbe vittima la minoranza musulmana Rohingya. Malala è inoltre politicamente pacifista e socialista: è membro del movimento Socialist Alternative («Sono convinta che il socialismo sia l'unica risposta e sprono tutti i compagni a combattere questa battaglia fino a una conclusione vittoriosa. Solo questo potrà liberarci dalle catene del bigottismo e dello sfruttamento»).
Il 29 marzo 2018 Malala è tornata in Pakistan per la prima volta dopo l'attentato. Incontrando il primo ministro Shahid Khaqan Abbasi, ha tenuto un discorso nel quale ha affermato che era stato il suo sogno tornare senza alcuna paura. Malala ha poi visitato la sua città natale, Mingora, nel distretto di Swat. L'APPSF, che rappresenta 173 000 scuole private in Pakistan, ha organizzato per il 30 marzo una giornata I am not Malala in risposta a quelle che la federazione ha definito le sue opinioni «anti-Islam e anti-Pakistan». Malala ha risposto dicendo: «Sono orgogliosa della mia religione e del mio paese».
In seguito alla presa di Kabul da parte dei talebani il 15 agosto 2021, ha espresso preoccupazione per il destino dei diritti delle donne, temendo che le donne in Afghanistan perderanno i progressi sociali ed educativi ottenuti nei due decenni precedenti.
Malala ha condannato il divieto dei talebani all'istruzione delle ragazze oltre la scuola primaria e ha detto che «i talebani continueranno a trovare scuse per impedire alle ragazze di studiare oltre la scuola primaria».
Ha inoltre detto che i talebani «vogliono cancellare ragazze e donne da tutta la vita pubblica in Afghanistan» e ha chiesto «ai leader di tutto il mondo di intraprendere un'azione collettiva per ritenere i talebani responsabili della violazione dei diritti umani di milioni di donne e ragazze».

## Vita privata
Il 9 novembre 2021 Malala, tramite il suo account Twitter, annuncia di essersi sposata con rito musulmano nella sua casa di Birmingham, con il suo compagno Asser Malik.

## Opere
- Io sono Malala. La mia battaglia per la libertà e l'istruzione delle donne, con Christina Lamb, Milano, Garzanti, 2013. ISBN 978-88-11-68279-0.
- La matita magica di Malala, Milano, Garzanti, 2017. ISBN 978-88-11-67635-5.
- Siamo tutti profughi. I miei viaggi e i miei incontri con le ragazze di tutto il mondo in fuga dalla guerra, con Liz Welch, Milano, Garzanti, 2019. ISBN 978-88-11-60441-9.

## Riconoscimenti
- 2011 – Candidata all'International Children's Peace Prize;[5]

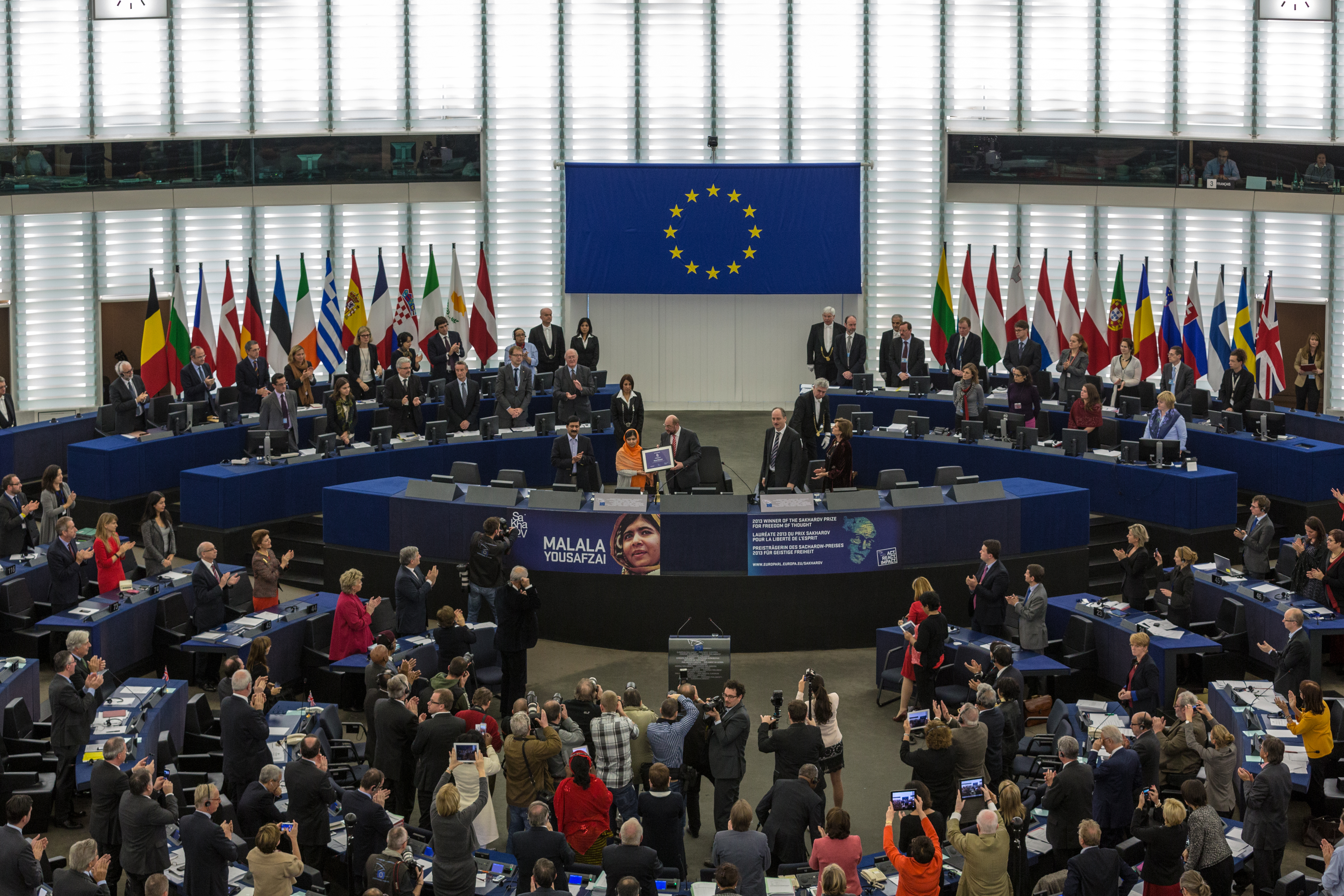
Yousafzai riceve il Premio Sakharov al Parlamento europeo nel novembre 2013

- 2011 – National Youth Peace Prize;[34]
- 2012 – Anne Frank Award for Moral Courage;[35][36]
- 2012 – Inserita dal settimanale Foreign Policy tra i Top 100 Global Thinkers;[37]
- 2012 – Premio Madre Teresa per la giustizia sociale (Alla famiglia è stato negato il permesso di partecipare alla cerimonia di premiazione in India dalle autorità pakistane per problemi di sicurezza; quindi il premio è stato portato di nascosto a suo padre dal regista britannico-pakistano Sevy Ali);[38][39][40]
- 2012 – Rome Prize for Peace and Humanitarian Action;[41]
- 2013 – Top Name in Annual Survey of Global English in 2012;[42]
- 2013 – Premio Simone de Beauvoir;[43]
- 2013 – Memminger Freiheitspreis 1525[44] (conferita il 7 dicembre 2013 ad Oxford[45])
- 2013 – Premio Doughty Street Advocacy assegnato da Index on Censorship;[46]
- 2013 – Premio Fred and Anne Jarvis conferito dal National Union of Teachers britannico;[47]
- 2013 – Premio Global Trailblaze del Vital Voices Global Leadership Awards;[48]
- 2013 – Inclusa dalla rivista Time nella lista Time 100 («le 100 persone più influenti del mondo»);[49]
- 2013 – Premio Internazionale della Catalogna;[50]
- 2013 – Premio annuale per lo sviluppo del Fondo OPEC per lo sviluppo internazionale (OFID);[51]
- 2013 – International Campaigner of the Year dell'Observer Ethical Awards;[52]
- 2013 – Tipperary International Peace Award per il 2012 del Tipperary Peace Convention;[53]
- 2013 – Ritratto di Malala Yousafzai ad opera di Jonathan Yeo esposto alla National Portrait Gallery (Londra);[54]
- 2013 – Ambassador of Conscience Award assegnato da Amnesty International;[55]
- 2013 – International Children's Peace Prize;[56][57]
- 2013 – Clinton Global Citizen Awards conferito dalla Fondazione Clinton;[58]
- 2013 – Peter Gomes Humanitarian Award conferito dall'Università di Harvard;[59]
- 2013 – Premio Anna Politkovskaya conferito da Reach All Women in War;[60]
- 2013 – Reflections of Hope Award conferito dall'Oklahoma City National Memorial & Museum;[61]
- 2013 – Premio Sakharov per la libertà di pensiero conferito dal Parlamento europeo;
- 2013 – Premio Pride of Britain;[62]
- 2013 – Eletta "Donna dell'anno" dal mensile Glamour magazine Woman of the Year;[63]
- 2013 – GG2 Hammer Award del GG2 Leadership & Diversity Awards;[64]
- 2013 – International Prize for Equality and Non-Discrimination;[65]
- 2014 – World's Children's Prize for the Rights of the Child;[66]
- 2014 – Membro onorario a vita del Public Service Executive Union (PSEU) irlandese;[67]
- 2014 – Premio Global Treasure della Fodazione Skoll;[68]
- 2014 – Asia Game Changer Award;[69]
- 2014 – Inserita dalla rivista Time tra «I 25 giovani più influenti del 2014»;[70]
- 2014 – Premio Nobel per la pace assieme a Kailash Satyarthi;
- 2015 – L'asteroide 316201 Malala così chiamato in suo onore;[71]
- 2015 – L'audiolibro Io sono Malala (I Am Malala) vince il Grammy Award nella categoria "Best Children's Album";[72]
- 2016 – Presidente onorario dell'Unione degli studenti dell'Università di Sheffield;[73]
- 2017 – Messaggeri di pace delle Nazioni Unite;[74]
- 2017 – Wonk of the Year 2017 conferita dall'American University;[75]
- 2017 – Harper's Bazaar include Malala nella lista delle «150 donne leader più influenti nel Regno Unito»;[76][77]
- 2018 – Consigliera di Zebunisa Jilani da parte della fondazione Swat Relief Initiative, con sede a Princeton, New Jersey;[78]
- 2018 – Gleitsman Award conferito dal Center for the Public Leadership presso la Harvard Kennedy School;[79]
- 2020 – aperta una scuola elementare a suo nome, chiamata "Malala Elementary" nella Contea di Fort Bend, Texas;[80]
- 2022 – Eletta World's Children's Prize Decade Child Rights Hero.[81]

## Film
- Malala (He Named Me Malala), regia di Davis Guggenheim (2015)